# Fortrose
Fortrose es una localidad situada en Highland, Escocia (Reino Unido), con una población estimada de 1690 habitantes (2019).
Se encuentra ubicada al norte de Escocia, cerca de la ciudad de Inverness, de la costa del mar del Norte y del canal de Caledonia.